# Merkenveld
Het Merkenveld (soms ook gespeld als: Merkemveld) is een bos- en recreatiegebied in de West-Vlaamse gemeente Zedelgem, gelegen op het grondgebied van Zedelgem, Veldegem en vooral Loppem. Het ligt direct ten oosten van buurtschap De Leeuw.
Het Merkenveld sluit aan bij het domein van Kasteel Baesveld (20 ha), particuliere bossen (22 ha) en het natuurgebied Doeveren (57 ha), waarmee de totale oppervlakte op ongeveer 110 ha komt. Het Merkenveld, ruim 18 ha, werd in de jaren 1980 aangekocht door de gemeente Zedelgem en staat sindsdien bekend als het Gemeentelijk domein Merkemveld. Het gebied wordt doorstroomd door de Kerkebeek.

## Geschiedenis
Het Merkenveld was onderdeel van het 390 ha grote Lichterveldeveld, een heidegebied met een aantal vennen die zich boven een leemlaag bevonden. In de tweede helft van de 18e eeuw werden deze vennen drooggelegd, deels in opdracht van de eigenaar, jonkheer Van Outryve de Merckem, kasteelheer van Baesveld. Begin 19e eeuw was een groot deel van de woeste grond ontgonnen en beplant met bos, of in landbouwgrond omgezet. Tussen 1815 en 1830 werd een jachtpaviljoen gebouwd dat enkele decennia later tot het Kasteel Baesveld werd uitgebouwd. In 1899 kwam het domein aan Gaston de Kerckhove d'Ousselghem. Na diens overlijden in 1943 kwam een klein deel in bezit van François Joly-Janssens de Bisthoven, de rest werd verkocht en raakte versnipperd over diverse eigenaren. Bijna 40 hectare van het gebied was in gebruik voor verblijfsrecreatie en werd uiteindelijk aangekocht door de gemeente. Een deel bleef eigendom van de scoutingorganisatie.

## Flora en fauna
Op sommige plaatsen in het gebied bestaat een rijke plantengroei van onder meer stengelloze sleutelbloem, bosanemoon, dubbelloof, kleine steentijm, fraai duizendguldenkruid, liggend hertshooi, witte klaverzuring, bleeksporig bosviooltje en grote muur.
Er komen allerlei zoogdieren voor, waaronder een aantal vleermuissoorten die in een op het domein gelegen ijskelder een onderkomen vinden. Een zevental amfibieënsoorten en een groot aantal vogels werd in het Merkenveld waargenomen. Van een elftal libellensoorten kon de aanwezigheid worden vastgesteld.

## Toegankelijkheid
Op het Merkenveld is 'Hopper', een jeugdverblijf van Scouts en Gidsen Vlaanderen gevestigd. Er loopt een bosleerpad en een wandelroute over het terrein.